# Třetí křížová výprava
Třetí křížová výprava (1189–1192) bylo velké vojenské tažení vyhlášené papežem Řehořem VIII. za znovudobytí Jeruzaléma, který roku 1187 dobyl Saladin. Po fiasku druhé křížové výpravy ovládla a sjednotila zengíovská dynastie Sýrii a po několika válkách s křižáky a Fátimovci také Egypt. Zengíovské impérium v 70. a 80. letech 12. století postupně dobyl Saladin, původně vazal a vojevůdce ve službách Zengíovce Núr ad-Dína, čímž se palestinské křižácké státy dostaly do sevření jednotného muslimského státu. Sultán Saladin poté zahájil válku proti křižákům; jeho tažení vyvrcholilo roku 1187 vítěznou bitvou u Hattínu a poté dobytím Jeruzaléma. Papež Řehoř VIII. reagoval vyhlášením třetí křížové výpravy, k níž se přihlásili i nejmocnější panovníci křesťanského světa: římsko-německý císař Fridrich Barbarossa, francouzský král Filip II. August a anglický král Jindřich II. a po jeho smrti jeho syn Richard a s nimi i mnoho dalších mocných evropských feudálů.
Německá armáda se vydala na cestu roku 1188, prošla Uhrami a Byzantskou říší a v květnu 1190 zničila seldžuckou armádu u Iconia. O měsíc později však císař Fridrich utonul v říčce Salef a jeho výprava se rozpadla; část armády se rozhodla pro návrat do Evropy a jen zlomek pod velením Barbarossova syna Fridricha Švábského dorazil do Antiochie. Roku 1190 vyrazili také Francouzi a Angličané, kteří si zvolili trasu do Palestiny po moři. Po přezimování na Sicílii v polovině roku křižáci dorazili do Svaté země; předtím ještě anglický král Richard stihl dobýt odpadlickou byzantskou provincii Kypr. Evropané se připojili k místním křižáckým baronům a společně s nimi dobyli mocné přístavní město Akkon, které se na dalších sto let stalo hlavním městem Jeruzalémského království. Král Filip se poté rozhodl pro návrat do Francie, zatímco Richard Lví srdce zůstal po celý další rok. Jeho tažení bylo korunováno několika úspěchy, ale znovu dobýt Jeruzalém se mu nepodařilo. Křížová výprava nakonec skončila příměřím se Saladinem.

## Pád Jeruzalémského království

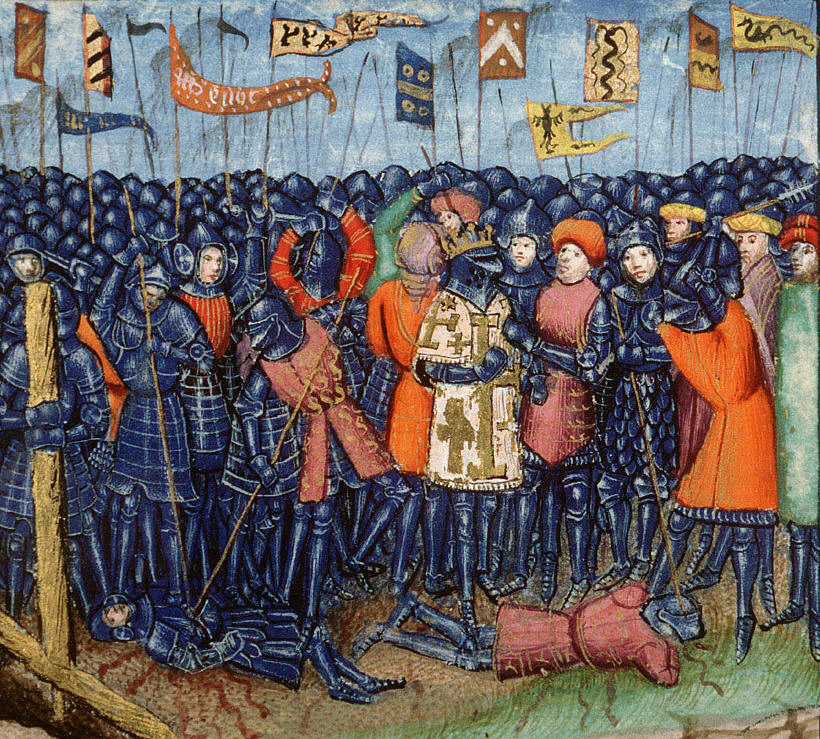
Bitva u Hattínu, obrázek ze středověkého rukopisu

Dne 4. července 1187 vojska sultána Egypta a Sýrie Saladina rozdrtila jeruzalémské vojsko v bitvě u Hattínu a zajala hlavní křesťanské velitele včetně jeruzalémského krále Guye de Lusignan. Ve zničeném vojsku byla přítomna většina posádek křižáckých hradů a měst, a v Palestině tak již nebyla síla, která by Saladinovu invazi dokázala zastavit. V polovině září roku 1187 měl již Saladin ve své moci města Akkon, Nábulus, Jaffu, Sidón, Bejrút i Askalon. Dne 2. října kapituloval i Jeruzalém, hájený Balianem z Ibelinu. Muslimům odolalo jen několik ohnisek odporu, kde své síly soustředili jeruzalémští baroni, jako přístav Týros a Tripolis. Mnohé křižácké hrady ve vnitrozemí, jako Krak des Moabites, Belvoir či Krak de Montréal, se postavily na odpor, byly obklíčeny a obléhání vzdorovaly několik měsíců i let. Nicméně v křižáckých rukou zůstala jen Antiochie, Tripolis a Tyros a dále mocné hrady řádu johanitů – Krak des Chevaliers a Marqab. Přístav Tyros několikrát Saladin oblehl, ale neuspěl díky skvělé obraně italského dobrodruha Konráda z Montferratu, který do Tyru dorazil deset dnů po bitvě u Hattínu. Konrád převzal velení nad zbytky křižácké obrany a jeho úsilí vyvrcholilo 2. ledna 1188, kdy Saladinovy jednotky obléhající přístav Tyros obléhání vzdaly. Konrád tak pro křižáky udržel hlavní palestinský opěrný bod.
Po muslimském vítězství se značně změnila demografie Palestiny. Města museli opustit křesťané západního ritu, na jejich místo začali přicházet muslimové. Vedle židů však směli zůstat pravoslavní křesťané a syrští jakobité. Ti také tvořili menšinu křesťanského obyvatelstva na venkově, který zůstával i za vlády křižáků osídlen z větší části muslimy. Přestože se Saladin ocitl na vrcholu moci, prováděl na dobytých územích velmi uvážlivou politiku, která měla co nejméně narušit každodenní život a vést k hospodářskému rozkvětu. Obchodní vztahy zdejších přístavů se západní Evropou zůstaly zachovány. Byzantský císař Izák II. po dobytí Jeruzaléma Saladinovi poblahopřál a požádal ho, aby svěřil svatá místa do ochrany východnímu kléru. Zároveň mu nabídl spojenectví proti Latinům, které Saladin přijal. Když se o tomto paktu dozvěděli Evropané, brali to jako zradu, kterou Byzantincům dlouho nemohli zapomenout.

## Vyhlášení křížové výpravy
Po neúspěchu druhé křížové výpravy ztratila západní Evropa na mnoho let o tažení na pomoc křižáckým státům zájem. Bojovná šlechta i panovníci nacházeli totiž dost příležitostí k válce na evropské půdě. Zatímco se němečtí feudálové zajímali o výboje do oblastí ležících za východními hranicemi říše, které byly nyní rovněž vedeny pod heslem svaté války s nevěřícími, byl císař Fridrich I. plně zaměstnán italskou expanzí. Mezi Anglií a Francií probíhal vleklý konflikt o kontinentální léna Plantagenetů, komplikovaný sporem Jindřicha II. s jeho syny. Anglický panovník však nezapomínal, že je vnukem někdejšího jeruzalémského krále Fulka z Anjou, a posílal do Jeruzaléma štědré finanční dary. Jeruzalémští vyslanci, kteří navštívili v letech 1184–1185 dvory západoevropských vládců, aby varovali před šířící se Saladinovou mocí a žádali o pomoc, se vrátili na Východ roztrpčeni jejich lhostejností. Pozornost vzbudily teprve zprávy o katastrofální porážce křesťanů u Hattínu a dobytí Jeruzaléma, jež přinášela nová poselstva i uprchlíci vracející se ze Svaté země na Západ.

Křižácké státy v Levantě roku 1190

Zprávy o porážce křesťanů u Hattínu otřásly Evropou; říká se, že papež Urban III. zemřel žalem. Jeho nástupce Řehoř VIII. vydal 29. října 1187 bulu Audita tremendi, jíž vyhlásil třetí křížovou výpravu a podnítil křižácká kázání v německých oblastech. Ve své bule papež vyzval evropské panovníky k sedmiletému příměří a podle spisů Bernarda z Clairvaux dodal, že úspěch výpravy závisí na jejím duchovním rozměru. Papežským diplomatům se dokonce podařilo utlumit konflikt mezi francouzským králem Filipem II. a anglickým Jindřichem II., kteří tak 21. ledna 1188 podepsali mírovou smlouvu, a získat je pro křížovou výpravu. Sicilský král Vilém II. si sice uvědomoval důležitost rychlého zásahu ve prospěch palestinských křižáků, byl však od roku 1185 zapleten ve válce s Byzancí v Řecku, a musel proto nejprve s císařem Izákem II. uzavřít příměří. Na jaře 1188 na Východ dorazilo normanské loďstvo s dvěma sty rytíři na palubě, která se významným způsobem podílela na obraně Tyru a Tripolisu. Jenže již následujícího roku Vilém II. zemřel a jeho armáda se musela kvůli politické nestabilitě na Sicílii vrátit; sicilští Normani tak již na výpravě nehráli významnější úlohu. Dokázali je nahradit křižáci z Dánska a Anglie, kteří na vlastní pěst dorazili do východního Středomoří ze Severního moře. Pomohla i loďstva italských republik, která zásobovala obránce posilami i materiálem.
V roce 1188 Řehoř VIII. mimo jiné udělil každé ze zúčastněných zemí vlastní variantu svatojiřské vlajky s křížem vyznačující se každá odlišnou barvou. Kronika Angličana Rogera z Howdenu zmiňuje pouze tři, a to konkrétně zelený kříž pro Flandry, červený pro Francii (který už Francouzi použili na předchozích výpravách) a bílý na červeném podkladě pro Anglii. Podle legendy Řehořův nástupce Klement III. udělil bílý ondřejský kříž na červeném podkladě Gaskoňsku, zřejmě na základě patronace světce nad městem Bordeaux a barvami shodnými s Anglií, k níž země náležela jako léno. U Bretaně se vžil černý kříž a žlutá varianta náležela zřejmě Italům. Jaké barvy charakterizovaly nejpočetnější účastníky výpravy, tedy Němce, není zřejmé. Mohl to být jako u Bretonců černý kříž, který by se tak stal předlohou Řádu německých rytířů pro jeho vlastní znak, kdežto bílý kříž na červeném (jako u Angličanů) byl v průběhu 12. století zaveden v podobě císařského vojenského praporce (Reichsrennfahne), avšak podle jiného zdroje nesl císař Fridrich žlutý kříž. Francouzi i Angličané pokračovali v užívání křížů i nadále a teprve na začátku 15. století si je měli vzájemně prohodit.[zdroj?]

Zástavy účastníků třetí kruciáty
Anglie
Francie
Flandry
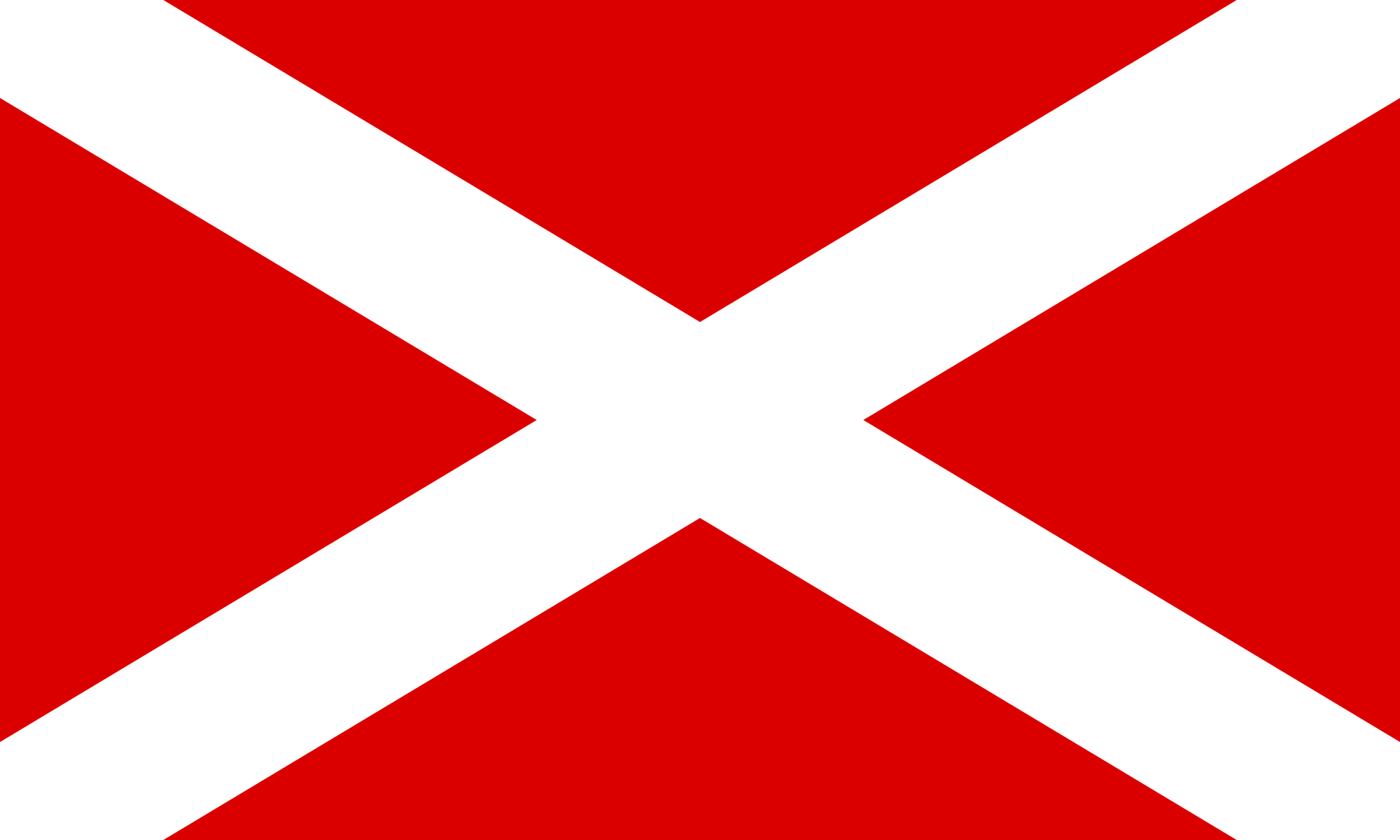
Vasconie
Itálie
Bretaň

## Tažení Fridricha Barbarossy
Jako první evropský panovník vytáhl na křížovou výpravu Fridrich Barbarossa, který přijal znamení kříže na slavnostním sněmu v Mohuči 27. března 1188. Jelikož se Fridrich účastnil již druhé křížové výpravy, věděl jak obtížný bude pochod na Blízký východ přes Anatolii za cenu co nejmenších možných ztrát. Císař se proto na tažení důkladně připravoval; křižákům nařídil, aby se finančně zabezpečili na dva roky pochodů, zatímco se snažil vyjednat volný průchod své armády s vládci území, jimiž hodlal protáhnout, tedy Uherskem, Srbskem, Byzancí i Ikonyjským sultanátem. U uherského krále a byzantského císaře se Fridrichovi dostalo podpory, ačkoliv císař Izák byl vůči Fridrichovi podezřívavý kvůli nedávnému uzavření spojenectví se sicilskými Normany, nepřáteli Byzance, a sultán Kilič Arslan II. na jeho žádost neodpověděl. Fridrich Barbarossa zaslal dopis také Saladinovi, který mu poslal zdvořilou odpověď, kde Barbarossovi dal najevo, že se jeho příchodu nebojí. Německá armáda se shromažďovala v Řeznu a podle mínění současníků měla 100 000–150 000 vojáků, včetně 20 000 rytířů. Toto číslo je značně přehnané, předpokládá se, že německá armáda mohla čítat asi 15 000 vojáků, z toho 3000 rytířů. Po dobu císařovy nepřítomnosti v říši byl ustanoven Fridrichův nejstarší syn Jindřich regentem, nicméně jeho pozice byla vratká, protože Svatá říše římská nebyla monarchií dědičnou, nýbrž volitelnou. Jindřich tedy nemohl být Fridrichem prohlášen za jasného nástupce, proto se Barbarossa snažil nejistou situaci zmírnit utlumením domácí opozice, když nechal poslat do vyhnanství svého největšího rivala, bývalého saského vévodu Jindřicha Lva z rodu Welfů.

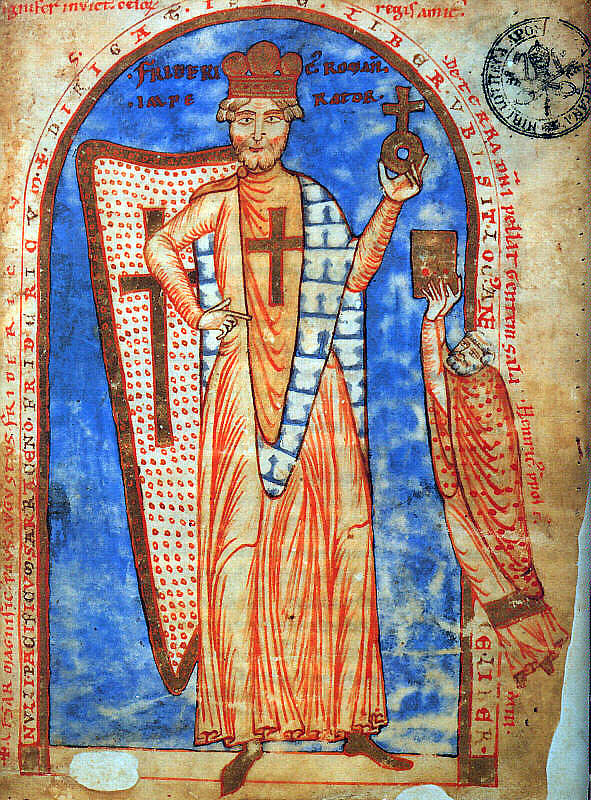
Fridrich Barbarossa vyobrazen jako křižák, rukopis z roku 1188, Vatikánská knihovna

Křižácké vojsko vedené osobně starým císařem se vydalo z Řezna na cestu na 11. května 1189 a byli v něm přítomni velmoži z celé Svaté říše římské. Jeho součástí byl i český oddíl v čele s knížetem Děpoltem II. Barbarossovy účasti na výpravě se pokusili využít panovníci slovanských států nedávno se osvobodivších zpod byzantské nadvlády, Srbska a Bulharska, k tomu, aby ho získali za spojence proti Byzanci. Srbský župan Štěpán Nemanja vypravil za tím účelem roku 1188 poselstvo do Norimberka, ale Barbarossa jeho nabídku odmítl. Císař Izák II. naopak doufal, že křižáky, jichž se v Byzanci obávali více než Saladinových bojovníků, oslabí během tažení Balkánem konflikty s místním obyvatelstvem a záměrně nedodržoval dohody o zásobování vojska; byzantský názor na přicházející křižáky vystihuje byzantský kronikář Niketas Choniates:
| „                   | Z velké dálky se blížilo nové neštěstí, jako by bojovní barbaři nebyli dostatečným soužením, byl to Friderichos, král Alamanů... | “ |
| — Niketas Choniates | |   |

Přestože se vztahy mezi císaři povážlivě zhoršily, nevyužil Fridrich další nabídky srbského župana, s nímž se osobně setkal v Niši, že se stane jeho vazalem, a odmítl také bratry Asena a Petra, kteří byli ochotni poskytnout mu vojenskou pomoc a uznat lenní svrchovanost říše nad Bulharskem, přizná-li jeho vládci carský titul. Fridrichovým cílem bylo osvobodit Jeruzalém, proto se nechtěl angažovat ve složitých balkánských poměrech. Když se ale Izáku Angelovi donesly zprávy o vyjednávání Němců se Srby, začal to považovat za jednání proti Byzantské říši. Naproti tomu sám Izák II. jednal se Saladinem a slíbil mu, že pochodu Němců zabrání. Když se o tomto paktu mezi Byzantinci a muslimy doslechli křižáci, byli hluboce pohoršeni. Barbarossa postupoval směrem na Konstantinopol a obsadil Filippopolis. Izák Angelos se obával, že Fridrich napadne hlavní město Byzance. Když do Konstantinopole dorazili Fridrichovi vyslanci, nechal je císař uvěznit. Barbarossa to považoval za jasné vyhlášení války; Fridrichův syn s menší armádou podnikl demonstrativní útok na Konstantinopol, zatímco sám Fridrich okamžitě vyslal své posly do německých zemí, aby ze Severního moře přivolal německou flotilu, která by mu pomohla dobýt Konstantinopol. Zároveň napsal papeži, aby cíle křížové výpravy rozšířil i proti Byzantské říši. Když se Izák dozvěděl o Barbarossových plánech, propustil německé zajatce a uzavřel s jejich pánem příměří. Fridrich po Byzantincích požadoval zásobování přes zimu a na cestu Anatolií poskytnutí průvodce, za což byl ochoten do Anatolie přejít přes Helespont a vyhnout se tak přímo Konstantinopoli. Protože již byl podzim, přezimovala německá armáda v Adrianopoli.

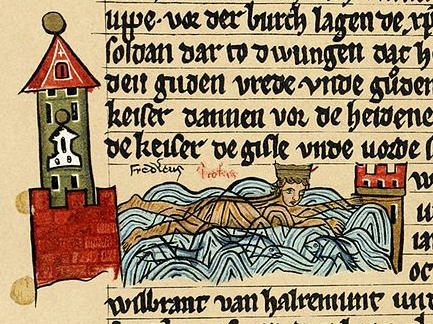
Barbarossova smrt v řece Salef (Saxon Chronicle)

V březnu 1190 křižáci překročili Helespont a 25. dubna vstoupili na turecké území. Němci zamířili na jih podél Egejského moře na Filadelfii a Laodikeju. Poté se stočili na východ do vnitrozemí. Ve vyprahlých anatolských pustinách trpěli hladem i žízní, navíc byli neustále napadáni tureckými vojáky, které vedl syn sultána Kilič Arslana II. Qutb ad-Dín.
| „         | ...někteří pili vlastní moč, někteří krev koní, jiní žvýkali kvůli šťávě koňský hnůj a mnozí přežvykovali travnaté drny. | “ |
| — Ansbert | |   |

Křižáci dorazili až k Iconiu, hlavnímu městu Ikonyjského sultanátu, kde se jim do cesty postavilo hlavní seldžucké vojsko. 18. května Němci Turky na hlavu porazili a obsadili Iconium, čímž si otevřeli cestu na východ do oblasti Kilíkie, ovládané křesťanskými arménskými knížaty. Tady našel 10. června 1190 Fridrich I. Barbarossa při přechodu řeky Saléf svoji smrt.
| „         | Císař, který si postoupil všechna nebezpečí, si přál uniknout mimořádnému vedru a vyhnout se stoupání na horský vrch. A tak se pokoušel přeplavat přes velice prudkou řeku Kalycadmus. Ale jakýsi rozumný muž řekl:"Nemůžeš plavat proti toku řeky!" Jinak vždy velmi rozumný císař bláznivě zkoušel svoje síly proti proudu a proti síle řeky. Ačkoli každý se snažil ho zastavit, vstoupil do vody a ponořil se do vodního víru. A tak ten, co podstoupil mnohá nebezpečí, nyní uboze zahynul... | “ |
| — Ansbert | |   |

Německá výprava se po císařově smrti rozpadla. Mnoho bojovníků se poté vrátilo domů, pouze menší část dovedl císařův syn švábský vévoda Fridrich do Akkonu.

## Výprava Francouzů a Angličanů

### Cesta na Sicílii

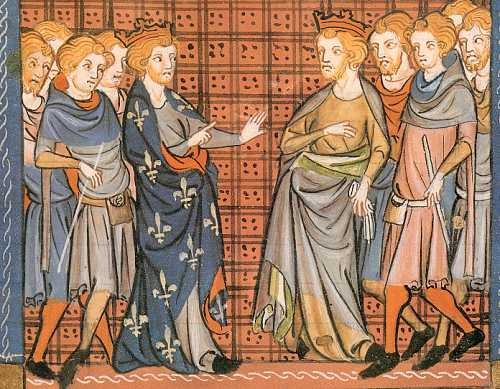
Richard a Filip se setkávají v Messině (Les Chroniques de France ou de St-Denis)

Společná francouzsko-anglická výprava se měla uskutečnit o Velikonocích roku 1189, zatím však mezi Francií a Anglií znovu vypuklo nepřátelství. 6. července 1189 zemřel anglický král Jindřich II. a jeho místo zaujal syn Richard I. Ten s Filipem Augustem uzavřel mír a 4. července 1190, přesně tři roky po bitvě u Hattínu, vyrazili z Vézelay oba králové směrem na Lyon. V Lyonu se Angličané a Francouzi rozdělili. Richard táhl na Marseille, kde jej mělo očekávat anglické námořnictvo, zatímco Filip si přepravu sjednal s Janovany. Oba však měli v plánu se znovu setkat na Sicílii, kam je pozval král Vilém II., Richardův švagr. Cesta přes Sicílii byla velmi nákladná, ale nejbezpečnější. Vilém však roku 1189 nečekaně zemřel a jeho bratranec a nástupce Tankred královně vdově Johaně, Richardově sestře, ukradl věno, které jí mělo po Vilémově smrti patřit. Nechal ji také uvrhnout do domácího vězení v obavě, aby nepodporovala Tankredovu tetu, princeznu Konstancii a jejího manžela Jindřicha, nejstaršího syna Fridricha Barbarossy a římsko-německého krále. Do Messiny na Sicílii dorazil jako první v září král Filip a Richard několik dnů po něm. Richard se vzápětí dostal do sporu s králem Tankredem a když vypuklo v Messině povstání proti Angličanům, kteří byli neukáznění a obtěžovali obyvatelstvo, dal rozzuřený Richard rozkaz město napadnout. Tankred pak požádal Richarda o příměří a vyplatil okamžitě Richardovi Johannino věno. Filip August, jehož Richardova pirátská akce pobouřila, neprodleně zasáhl a nakonec se mu podařilo spor mezi Richardem a Tankredem urovnat. Příměří bylo obnoveno a králové se rozhodli na Sicílii přezimovat. Byla také uzavřena formální dohoda mezi Richardem a Filipem; která mimo jiné stanovila, že veškerá kořist získaná na křižácké výpravě bude rovným dílem rozdělena mezi Angličany a Francouze. Proto Filip August vznesl formální nárok na polovinu Jonanina věna, které Richard získal od Tankreda. Ač Filip fakticky na část věna nárok neměl, Richard mu v zájmu dobrých vztahů vyplatil třetinu částky. Richard poté oznámil zrušení svého zasnoubení s Filipovou sestrou Adélou a naopak se zasnoubil s navarrskou princeznou Berengarií; byl to politický tah, kterým Richard sledoval posílení anglických pozic ve Francii.

### Dobytí Kypru
Dne 30. března 1191 opustili francouzští křižáci se svým králem Sicílii a 20. dubna přistáli v Palestině. Angličané vyrazili deset dnů po Francouzích a s králem Richardem odplula i sestra Johana a snoubenka Berengarrie. Anglické lodě pronásledovalo špatné počasí, u jižního Řecka se flotila rozpadla, mnohé lodě se potopily, některé změnily kurs na Kypr. Sám Richard zamířil nejprve na Krétu a poté zakotvil na Rhodu, kde zůstal až do 1. května. Na jedné z lodí, které byly zahnány na Kypr, byla i Richardova sestra a snoubenka. Kypr byl v té době oficiálně byzantskou provincií, fakticky mu ale nezávisle vládl Izák Komnenos, který se prohlásil nezávislým kyperským císařem. Byzantská vláda v Konstantinopoli neměla sílu vzpurného despotického vládce sesadit. Izáka zpráva o křižáckých lodích zděsila. Mnohé anglické trosečníky, kteří přistáli na ostrově, dal okamžitě uvěznit a lodě vydrancoval. Kapitán lodě, na níž cestovala Johana s Berengarrií, zakotvil v Limassolské zátoce a požádal Komnena o zásoby, ten ale jakoukoliv pomoc odmítl a zakázal posádce se vylodit.
Když jen o několik dnů později dorazil s hlavními silami Richard, císařovo jednání ho značně pobouřilo a požadoval okamžité propuštění anglických zajatců. Izák Komnenos odmítl a začal mobilizovat obranu. Richard vzal útokem přístav Limassol, který okamžitě kapituloval, a Izáka odtud vypudil. Ten později přišel za Richardem s nabídkou příměří a slíbil křižákům pomoc. Izák však po zjištění stavu poškození flotily a unaveného křižáckého vojska hned po opuštění města své sliby odvolal a rozhodl se pro válku. Richardovi dorazily nečekané posily v podobě kontingentu palestinských křižáků vedených jeruzalémským králem Guyem de Lusignan, kteří anglického krále připluli přivítat a doufali, že jej získají na svou stranu ve sporu mezi Guyem a Konrádem z Montferratu o jeruzalémskou korunu. Teď již převaha křižáků byla zřejmá a Richard po svatbě s Berengarií vyrazil za Izákem. Richard se rozhodl podrobit si celý ostrov. Obyvatelstvo se nepostavilo na odpor, neboť kyperským Řekům bylo lhostejné, zda jim budou vládnout křižáci nebo nenáviděný Komnenos, a demoralizovaní Komnenovi vojáci kladli proti přesile jen slabý odpor. Během května křižáci ovládli celý ostrov a Richard jmenoval dva anglické barony správci ostrova. Angličané získali značnou kořist a Kypr se tím stal nejdůležitější křižáckou pozicí ve východním Středomoří.

### Obléhání Akkonu
V létě roku 1188 byl ze Saladinova zajetí propuštěn jeruzalémský král Guy, který se vzápětí dostavil do Tyru a požadoval na Konrádovi z Montferratu vydání města a uznání královské hodnosti. Konrád odmítl a dokonce zakázal Guyovi i jeho doprovodu vstup do města. Palestinští baroni se tím rozdělili na příznivce Konráda z Montferratu a Guye de Lusignan. Guy si uvědomoval, že nečinností pod hradbami Tyru svou pozici zpět nezíská a v srpnu 1189 s nepočetným sborem svých stoupenců a válečným loďstvem Pisánské republiky zaútočil na Akkon, dříve jedno z největších měst Jeruzalémského království, nyní v rukou Saladina. Obráncům, kterých bylo mnohem více než křižáků, se Guye podařilo odrazit. Nicméně i útok Saladina ve snaze útočníky zahnat selhal, a Guyovi křižáci tak byli sami obklíčeni. Později se k obléhání přidal i Konrád z Montferratu, hrstka účastníků výpravy Fridricha Barbarossy, 500 Normanů, kteří 10. září dorazili ze Sicílie, a další křižáci, kteří dorazili z Evropy. V zimě 1189 již byl Akkon bez zásob a v listopadu 1190 se podařilo od města zapudit i Saladinovu armádu.
Děpolt u Akkonu na následky zranění či v důsledku epidemie zemřel. Příjezd krále Filipa Augusta znamenal pro křižáky velkou posilu. Když 6. června 1191 Richardových 25 lodí dorazilo k Tyru, odmítl je Konrád vpustit do přístavu, neboť mu již bylo známo, že Richard je ve sporu o jeruzalémskou korunu na straně Lusignana. Konrádovi stranil pro změnu Filip August. Richard proto vyplul na sever, kde se 8. června 1191 vylodil před Akkonem. Společně s evropskými posilami k překvapení arabského kronikáře připlulo i množství žen, podle něj povětrných.
| „             | ...připlulo tři sta krásných franckých žen v květu mládí a líbeznosti, které se shromáždily za mořem a upsaly se hříchu. Opustily svoji vlast, aby učinili nešťastné šťastnými... Hořely touhou po soužití s muži a po tělesném spojení s nimi... Kráčely domýšlivě s křížem na prsou... a říkaly, že touto cestou se obětují, a věřily, že nemohou získat boží přízeň žádnou lepší obětí, než je právě tato... | “ |
| — Baha ad-Dín | |   |

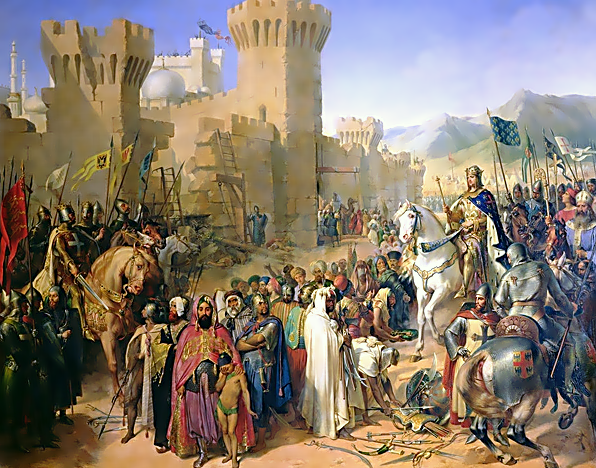
Merry-Joseph Blondel: Předání Akkonu Filipu II.

Křižáci zkonstruovali před městem mohutné obléhací stroje a anglické námořnictvo pomohlo přístav z moře dokonale uzavřít. Obránci Akkonu se bránili za použití řeckého ohně. Kdykoliv křižáci zaútočili na hradby, vpadl Saladin ze svého tábora do křižáckého týlu a donutil je se stáhnout. Vojenské akce pokračovaly i přes horečnaté onemocnění obou evropských panovníků. Na malárii zemřely i mnohé významné osobnosti; jeruzalémský patriarcha Heraklios, hrabě Filip Flanderský, či manželka Guye de Lusignan královna Sibyla i jejich dcery Alix a Marie. Flanderský hrabě nezanechal přímého dědice svého panství, mezi anglickým a francouzským králem tak vyvstal spor; podle feudálních zásad mělo Flanderské hrabství připadnou Filipu Augustovi, ale Richard mu připomněl messinskou dohodu, podle níž si Richard nárokoval polovinu Flander. Filip August se naopak ohradil, že tím by si mohl nárokovat i polovinu dobytého Kypru, což však Richard odmítal, a celý spor tak nakonec utichl. Přiostřil se také spor mezi Konrádem a Guyem. Po smrti královny Sibyly ztratil Guy nárok na korunu, neboť přímou dědičkou byla Sibylina sestra Isabela. Konrád toho využil, nechal mladou Isabelu rozvést s jejím manželem Onfroyem z Toronu, jenž byl jedním z Guyových nejbližších spojenců, a pak se s ní sám oženil. Konrád se tak stal oficiálním uchazečem o královský titul.
| „                         | Obléhací stroje krále Francie rozbořily hradby města do té míry, že bylo možné prorazit dovnitř a pustit se boje muže proti muži, přičemž věhlas krále Anglie a jeho činů tak [muslimy] vyděsil, že se vzdávali naděje na záchranu svých životů... | “ |
| — z kroniky Viléma z Tyru | |   |

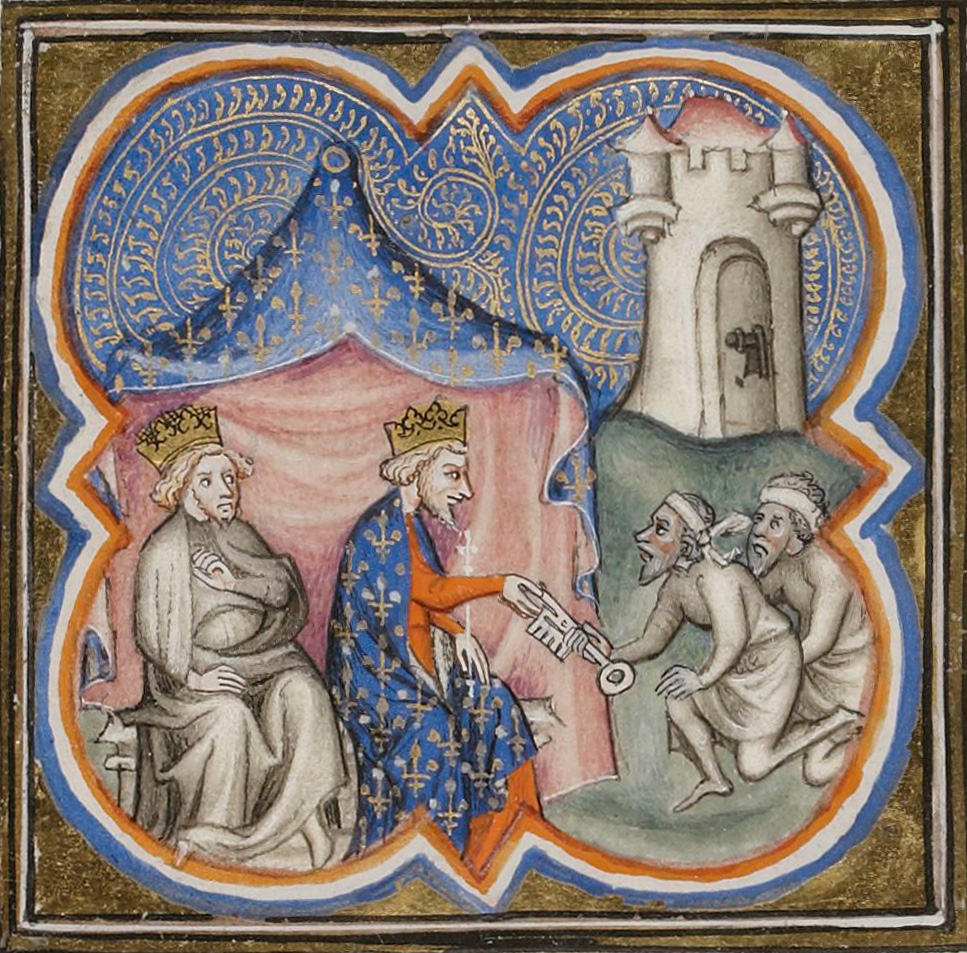
Králové Richard Lví srdce a Filip II. přijímají kapitulaci Akkonu
(Grandes Chroniques de France)

12. července 1191 Akkon kapituloval. Emírové z Akkonu přislíbili zaplatit 200 000 zlaťáků a vrátit 1500 křesťanských zajatců, včetně stovky urozených a navrátit relikvii Pravý kříž, ukořistěný u Hattínu. Guy de Lusignan se nyní podobně jako Konrád mohl opírat o silné město. Evropští králové spor o jeruzalémský trůn museli vyřešit. Konráda podpořil jeho bratranec Filip August i rakouský vévoda Leopold Babenberský, jenž po smrti Fridricha Švábského vedl zbytek Barbarossových vojáků, zatímco Guye podporoval Richard Lví srdce. Nakonec bylo ujednáno, že Guy zůstane králem a Konrád s Isabelou nastoupí po jeho smrti. Filip August se poté začal chystat na návrat do Evropy, stejně tak i vévoda Leopold. Richard se Filipa snažil přemluvit, aby zůstal, protože se obával o anglické kontinentální državy, ale nepodařilo se mu to. Filip sice odpřisáhl, že anglická území neohrozí, ale návrat Filipovi umožnil uspořádat tažení proti Flandrám a Normandii. Francouzský král sice v Palestině ponechal pod velením burgundského vévody Huga III. silný oddíl francouzských křižáků, anglickými kronikáři však byl jeho odjezd interpretován jako zrada křesťanstva. Palestinští baroni, kteří se ve Svaté zemi již narodili, byli francouzského původu a Filipa Augusta coby krále Francie považovali za svého nejvyššího vládce, zatímco anglický král Richard byl pro ně jako vévoda Akvitánie a Normandie pouhý vazal francouzského krále. Nyní po odjezdu Filipa Augusta se Richard stal prvním mužem ve Svaté zemi.

## Tažení Richarda Lví srdce

### Poprava zajatců

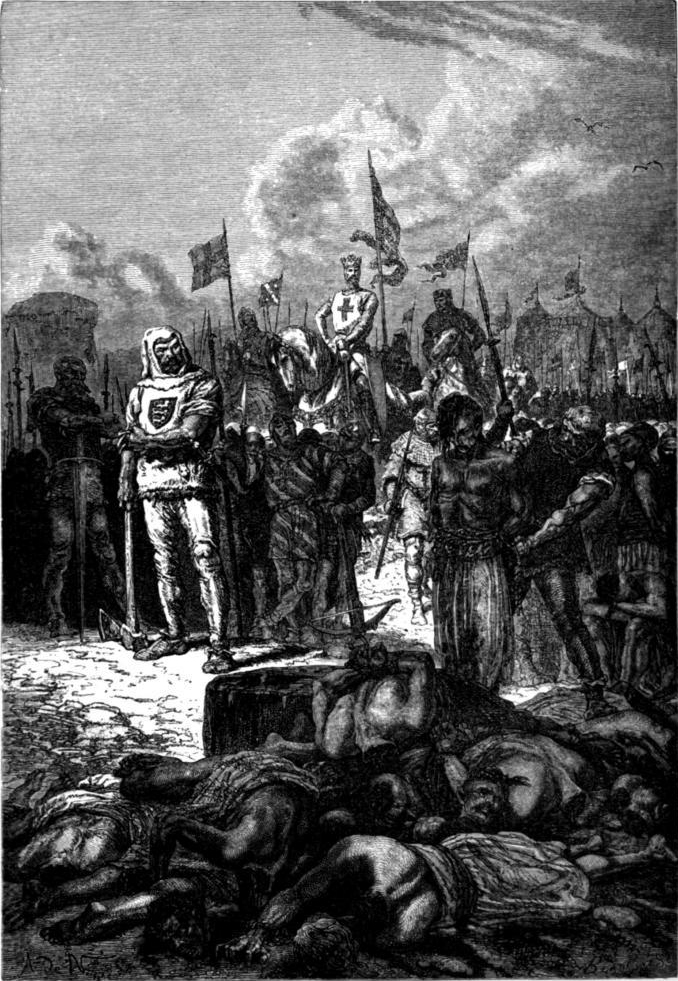
Hromadná poprava muslimských zajatců, The History of France from the Earliest Times to the Year 1789

Richardovou první starostí bylo zajištění splnění podmínek, které slíbila akkonská posádka při kapitulaci města. Saladin byl ochoten podmínky vyjednané svými emíry splnit. Přijal Richardovi posly, propustil část zajatců a zaplatil část slíbeného výkupného, rovněž jim ukázal Pravý kříž. Mezi křesťanskými zajatci však nebyl ani jediný rytíř. Je pravděpodobné, že Saladin žádné rytíře v zajetí neměl, neboť urozené zajatce buď brzy propustil za výkupné, nebo dal popravit, ale v zajetí je dlouho nedržel, což však akkonská posádka, která s křižáky vyjednávala, nevěděla. Richard okamžitě požadoval, aby Saladin rytíře propustil a když sultán odmítl, Richard to prohlásil za porušení mírových podmínek. 20. srpna 1191 bylo 2700 muslimských obyvatel Akkonu vyvedeno za město, nahnáno do ohrady, kde byli všichni, včetně žen a dětí, anglickými vojáky zmasakrováni. Saladinovy předsunuté hlídky se pokusily zajatce osvobodit, muslimští jezdci však byli odraženi.
| „             | Nepřítel pak vyvedl muslimské zajatce... asi 3000 osob svázaných provazy. Poté je jako jednoho muže obvinili a chladnokrevně zavraždili bodáním a ranami mečem, zatímco muslimské stráže přihlížely a nevěděly, co dělat, neboť byly příliš daleko. | “ |
| — Baha ad-Dín | |   |

### Bitva u Arsufu
24. srpna vyrazili z Akkonu angličtí a francouzští křižáci, společně s oddíly řádu templářů a johanitů na jih, aby zabezpečili pobřežní města pro tažení na Jeruzalém. Společně s vojskem postupovala i anglická flotila, která z moře křižákům kryla bok. Saladin svou hlavní armádu shromáždil v Arsufu, aby svedl rozhodnou bitvu, zatímco jeho jízda podnikala drobné nájezdy na křižácké útvary. Kvůli vedru křižákům trvalo plné dva týdny, než dorazili od Akkonu k Arsufu, aby se utkali se Saladinem.

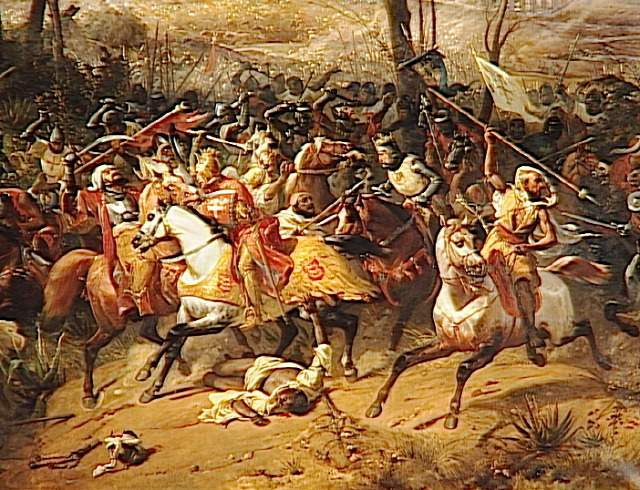
Eloi Firmin Feron: Bitva u Arsufu

Dne 5. září se Richard sešel se Saladinovým diplomatem al-Ádilem. Richard požadoval odstoupení celé Palestiny. Al-Ádil to odmítl a jednání tak zkrachovalo. Bitva se odehrála o dva dny později, 7. září 1191, a Richard proti Saladinovi použil na rozdíl od předchozích bitev křižáků s muslimy novou taktiku. Zaujal obrannou pozici a odrážel muslimské útoky, zatímco mezi jednotlivými vlnami angličtí lučištníci – v křižáckém vojsku naprostá novinka – tvrdě zasahovali muslimskou jízdu. Richard oddaloval konečný výpad, až nakonec špitálníci vyrazili bez rozkazu.
| „          | ...začali svůj útok se jménem Všemohoucího na rtech a křičeli hlasitě Svatý Jiří! Lidé Boží pak obrátili své koně proti nepříteli. | “ |
| — Ambroise | |   |

Richard nemohl masu svého vojska zadržet, vyrazil tedy také, ale útok byl předčasný a mnoho Saladinových vojáků před křižáky stačilo uniknout. Saladin utrpěl porážku a i když ztráty na obou stranách byly malé, Saladinova pověst o neporazitelnosti byla pryč.
Křižáci poté obsadili přístav Jaffa, zatímco Saladin v očekávání dalšího křižáckého postupu na Jeruzalém obsadil Ramlu. Když se Saladin však dozvěděl, že křižáci obsadili Jaffu, vydal rozkaz zničit bohaté město Askalon, aby pro křižáky ztratilo svůj vojenský význam. Richard ale netáhl ani na Askalon, ani na Jeruzalém. V Tyru začal růst vliv opozice Konráda z Montferratu, který se odmítl účastnit Richardovy ofenzivy. Richard se rozhodl začít se Saladinem vyjednávat.

### Vyjednávání a boj za znovudobytí Jeruzaléma

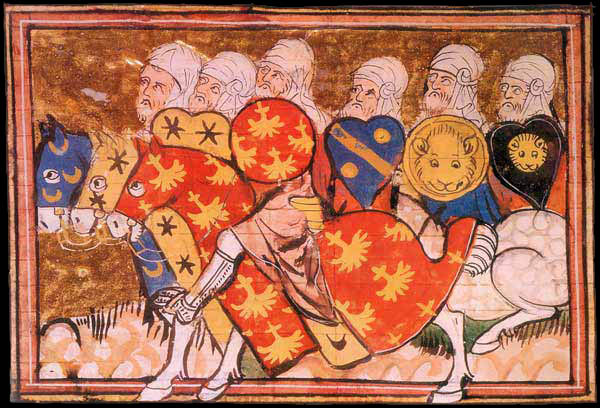
Saladinovi jezdci, francouzská iluminace, 1337

Vyjednávání mezi Richardem a Saladinem byla složitá a trvala téměř celý rok. Saladin se za celou dobu křížové výpravy s Richardem osobně nesetkal, Saladina zastupoval jeho bratr al-Ádil, křižáky přezdívaný Safadin. Richardovu diplomacii vedl jeruzalémský baron Onfroy z Toronu. Onfroy al-Ádilovi předložil první návrh: navrácení území Jeruzalémského království včetně hlavního města a Pravý kříž výměnou za konečný mír a stažení cizích křižáků zpět do Evropy. Al-Ádil tyto podmínky odmítl, načež Richard předložil nový kompromisní a odvážný návrh: al-Ádil se měl oženit s Richardovou sestrou Johannou. Jejich sídelním městem se měl stát Jeruzalém, zatímco al-Ádil by do svazku přinesl území Palestiny a Johanna palestinské pobřeží, které ovládali křižáci. Jeruzalém a celá Svatá země měla zůstat přístupná křesťanským poutníkům a muslimové a křesťané měli žít v míru a jednotě. Rovněž území mělo bývalá léna Jeruzalémského království měla být rozdělena pod muslimské a křesťanské pány; hrady a pevnosti rytířských řádů měli připadnout řádům zpět, ale pozemky jeruzalémských baronů, kteří sympatizovali s Konrádem z Montferratu, měly zůstat v rukách muslimů. Svůj nápad Richard předem nezkonzultoval se svou sestrou a ta jej odmítla. Také barony Richardův návrh, který zcela opomíjel náboženskou stránku svaté války, pobouřil. Saladin Richardův návrh nebral vážně a když se otázal svého bratra, zda by byl ochoten konvertovat ke křesťanství, al-Ádil odpověděl, že by pro něj bylo obtížné být dobrým křesťanem.
Se Saladinem začal vyjednávat také Konrád z Montferratu. Jak Konrád, tak al-Ádil však jednání drželi v tajnosti. Konrádovi vyslanci vedení Reginaldem ze Sidonu Saladinovi předložili protinávrh: Pokud Saladin uzná Konrádovi nároky na jeruzalémskou korunu a ponechá mu vládu nad Tyrem, Sidónem a Bejrútem, Konrád nebude držet dobytý Akkon a odmítne se dále podílet na Richardově křížové výpravě. Když se však Saladin Konráda zeptal, zda by byl ochoten bojovat proti Richardovi, Konrád ustoupil a jednání ztroskotala. Al-Ádil vyjednávání udržoval až do konce roku. 8. listopadu 1191 uspořádal al-Ádil v Lyddě velkolepou hostinu na Richardovu počest.

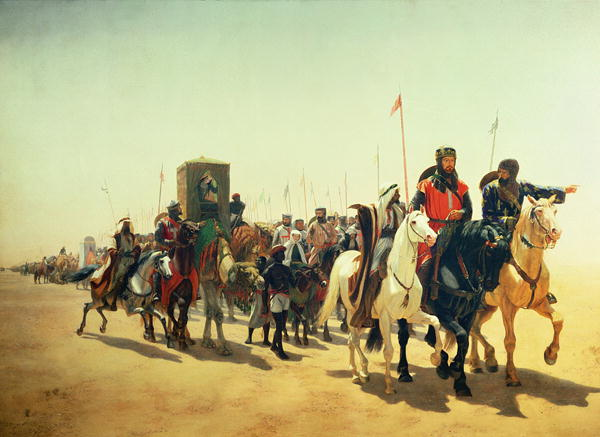
Richard Lví srdce táhne k Jeruzalému, James William Glass (1850)

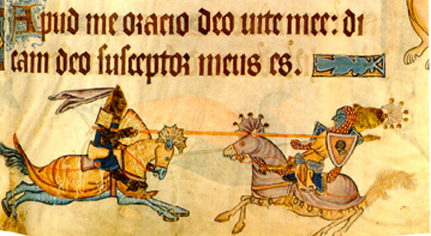
Boj Saladina s Richardem, vyobrazení ze středověkého rukopisu

Na zimu Saladin rozpustil polovinu své armády; vycházel z přesvědčení, že pro zimní deště křesťanská armáda nepodnikne žádnou novou ofenzivu. Zbytek muslimských vojsk se z Ramly stáhl do Jeruzaléma. Richard naopak dostal posily z Akkonu a v listopadu 1191 vyrazil na Jeruzalém. Saladin si přivolal posily z Egypta, které se utábořily v okolí, aby křižáky mohli napadnout z týlu. Navzdory špatnému počasí křižáci dospěli k pevnosti Bejt Núbá, asi 20 kilometrů od Jeruzaléma. Richard si však brzy uvědomil svůj omyl; nemohl obléhat město s nepřítelem v zádech, navíc křižáků nebylo tolik, aby si mohli dovolit město hájit po Richardově odjezdu ze Svaté země. Svou armádu stočil na jih k pobřeží, kde obsadil zničený Askalon, který jeho vojáci začali okamžitě znovu opevňovat. Opevňovací práce trvaly čtyři měsíce, ale již v květnu se Richardovi podařilo Saladina vytlačit z Daronu jižně od Gazy. 7. června vyrazili křižáci znovu na Jeruzalém, mimo jiné také proto, že se jim donesly zprávy o vzpouře v Džezíře a údajné Saladinově nepřítomnosti. Nicméně Saladin byl v Jeruzalémě, ale jeho pozice byla vratká; armáda již nebyla tak silná jako dříve, ale hlavně sílilo napětí mezi muslimskými vojáky různých národností, a Saladin dokonce zvažoval ústup z města, protože si nebyl jist loajalitou svých vojsk. Přesto nakonec nechal otrávit studny v okolí Jeruzaléma a připravit město na obléhání. Richard zatím 11. června dospěl opět k pevnosti Bejt Núbá, kde rozbil ležení. Na město nezaútočil, ale vyčkával na místě a podnikal drobné přepady muslimských vojsk. Lví srdce netušil o Saladinových problémech ve městě, neboť na rozdíl od Arabů si Evropané moc necenili zrádců a špehů; Saladin měl proto mnohem lepší informace o situaci nepřítele. Po téměř tří týdenní nečinnosti 20. června dostali křižáci zprávu o postupu velké egyptské karavany směrem k Jeruzalému. Arabský kronikář Baha ad-Dín píše:
| „             | Když to jacísi Arabové hlásili anglickému králi, nevěřil jim, ale vsedl na koně a vydal se s Araby a malou eskortou na cestu. Když se přiblížil ke karavaně, převlíkl se za Araba a objel ji ze všech stran. Jakmile zjistil, že je v táboře klid a všichni spí, vrátil se a dal svým mužům povel vsednout na koně. | “ |
| — Baha ad-Dín | |   |

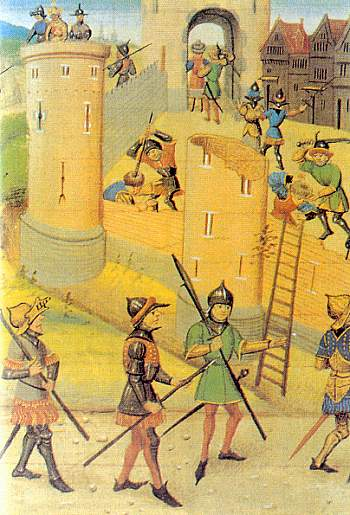
Saladin obléhá Jaffu, středověké vyobrazení

Křižáci karavanu napadli a bez větších potíží se zmocnili velké kořisti. Richard nakonec rezignoval a navzdory protestům francouzských křižáků 4. července ustoupil od Jeruzaléma zpět k Jaffě. Vyjednávání začalo nanovo. Jako značná překážka konečné dohodě se ukázal být znovu vybudovaný Askalon v rukách křižáků, protože zdrojem Saladinových příjmů byl Egypt, zatímco většina vojáků se rekrutovala ze Sýrie a pokud by křižáci kontrolovali Askalon, mohli ohrožovat životně důležitou trasu přes Sinaj. Saladin jako protinávrh za Askalon nabízel odstoupení Lyddy, toleranci latinského duchovenstva v Jeruzalémě a dobré vztahy k Jeruzalémskému království. Richard ale Askalon postoupit odmítl, přerušil jaffská jednání a odplul do Akkonu, odkud se chtěl pokusit zmocnit Bejrútu. Saladin podnikl náhlý protiútok. 27. července jeho vojska vytáhla z Jeruzaléma, napadla Jaffu a během tří dnů se muslimům podařilo obranu prorazit. Den poté z Akkonu přispěchal Richard s padesáti janovskými a pisánskými galérami, zatímco hlavní armáda se vydala po souši na jih. Přesto se Richard jen s malým oddílem vylodil, pronikl do města, kde muslimy překvapil. Saladin byl vytlačen z města. Saladin ale brzy zjistil, že Richard Jaffu dobyl jen s 80 rytíři, 200 pěšáky a 2000 italskými námořníky, zatímco hlavní křižácké vojsko se zatím nacházelo severně od Caesareje. 4. srpna Saladin tiše přitáhl pod Jaffu k Richardovu táboru a pokusil se ho překvapit. Saladin disponoval až 7000 mamlúky, zatímco křižáci mohli do boje postavit jen 54 rytířů, z nichž mělo jen 15 k dispozici koně, a 2000 pěších. Richard zaujal obranné postavení a téměř celý den se křižákům dařilo odrážet muslimské výpady. Nakonec muslimské šiky rozbili angličtí lučištníci a janovští kušičníci a Richard podnikl výpad. Večer dal Saladin rozkaz k ústupu zpět do Jeruzaléma, který okamžitě připravil na možný Richardův útok.
Richard již na Jeruzalém netáhl. Znovudobytí Jaffy a následná bitva byly jeho posledním vojenským střetem ve Svaté zemi. Brzy poté těžce onemocněl a navíc již věděl o nestabilní politické situaci, které využíval jeho bratr Jan, v Anglii, která si žádala jeho návrat. Konečná dohoda se Saladinem byla stvrzena 2. září 1192 a zahrnovala pětileté příměří, křižácké državy na palestinském pobřeží od Bejrútu po Jaffu. Jeruzalém, i když zůstal pod vládou muslimů, byl zpřístupněn pro křesťanské poutníky, kteří si ovšem do Jeruzaléma nesměli přinést zbraně. Křížová výprava skončila.

## Spor o jeruzalémskou korunu

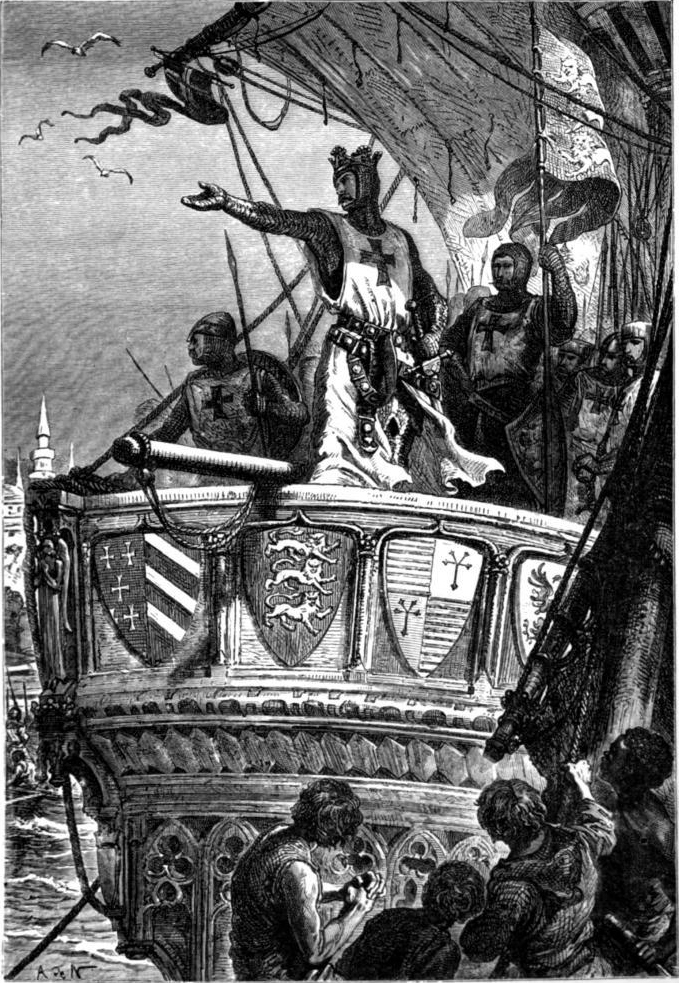
Richard Lví srdce opouští Svatou zemi, The History of France from the Earliest Times to the Year 1789

Spor o jeruzalémskou královskou korunu zažehnán nebyl a mezi Guyem a Konrádem i po červenci 1191, kdy Richard zvolil řešení Konrádova nástupnictví po Guyovi, rostlo napětí. To vyvrcholilo na podzim roku 1191, když se do dynastických sporů promítla i tradiční rivalita mezi italskými státy, které se na výpravě podílely; Italové spolu začali válčit, přičemž Janov podporoval Konráda a Pisa Guye de Lusignan. Na jaře 1192 Richard začal znovu otevřený spor řešit a tím odvrátil občanskou válku. V dubnu bylo Richardem svoláno shromáždění palestinských baronů do Akkonu, kteří měli mezi oběma uchazeči zvolit krále. Guy měl s většinou křižáckých baronů špatné vztahy a ti jej rovněž od bitvy u Hattínu považovali za neschopného velitele. Králem byl jednomyslně zvolen Konrád z Montferratu. Guy musel uznat svou porážku a Richard mu jako odškodné vzápětí nabídl Kypr. Jenže Kypr již od podzimu drželi templáři, kterým ostrov prodal Richard, neboť držba ostrova pro něho byla nákladná. Templáři Guyovi ostrov ochotně odprodali, neboť již za těch několik měsíců museli potlačovat vzpouru kyperských obyvatel, kteří povstali proti vysokým daním, kterými je templáři zatížili. Guy odplul na Kypr, kde si založil své vlastní panství. Konrád byl slavnostně korunován v Akkonu a poté se měl s Richardem setkat v Askalonu. 28. dubna byl ale Konrád v Tyru zavražděn dvěma příslušníky muslimské sekty assassinů, jež na Konráda vyslal jejich šejk Rašíd ad-Dín Sinan, známý jako Stařec z hor.
Mnozí současníci obviňovali Richarda, jiní palestinské barony. Současní historikové však Richardovu vinu zpochybňují. Dědičkou koruny byla vdova jedenadvacetiletá Isabela a její malá dcera Marie. Již týden po Konrádově smrti byla Isabela znovu provdána, tentokrát za Richardova synovce, jenž byl zároveň i synovcem krále Filipa Augusta, Jindřicha ze Champagne.

## Důsledky
Jindřich království úspěšně vládl, i když jeruzalémským králem nebyl nikdy formálně korunován. Úspěch mu usnadnila dvě úmrtí. Roku 1193, pět měsíců po skončení války, zemřel sultán Saladin a jeho smrt vyvolala mezi dědici spory o trůn, z nichž nakonec vzešel jako vítěz Saladinův bratr al-Ádil. Rok nato ho následoval Guy de Lusignan. Guyovým nástupcem se stal jeho bratr Amaury, který roku 1197 získal od římsko-německého císaře Jindřicha VI. královskou hodnost. Ostrov se brzy stal nejvýznamnější křižáckou základnou a Lusignanové zde vládli až do roku 1473. Jedna z pobočných větví tohoto rodu se v roce 1343 dostala také na trůn Malé Arménie (do roku 1375).

Území pod kontrolou křižáckých států po skončení třetí křížové výpravy

Proklamovaného cíle – dobytí Jeruzaléma – dosaženo nebylo. Přesto Richardova křížová výprava pomohla zachránit křižácká panství na Východě před úplnou zkázou a i když se Jeruzalémské království již nikdy nepozvedlo ke svému postavení před rokem 1187 – mimo jiné také díky dobytí Kypru – přežilo dalších sto let.

## Účast Čechů na křížové výpravě
Součástí výpravy Fridricha Barbarossy byl i český oddíl. Ačkoliv český kníže Bedřich se ke křížové výpravě zavázal, zemřel ještě před zahájením výpravy a Bedřichův nástupce Konrád II. Ota Bedřichův slib nevzal za svůj. Českému kontingentu tedy nakonec velel Bedřichův věrný spojenec Děpolt. Česká výprava se skládala nejen ze šlechtických oddílů, ale jeho značnou část tvořili „lotrasové“, zločinci, kteří byli pod slibem účasti na kruciátě propuštěni z českých žalářů. Češi se k císařské výpravě připojili v Ostřihomi a Děpoltova skupina, posílená o uherské oddíly, cestou Balkánem tvořila předvoj císařského vojska. Když křižáci dorazili na byzantské území a střetli se místním obyvatelstvem, Češi se aktivně zapojili do drancování; když křižáci procházeli kolem Naissu (Niše), nechal Fridrich kvůli násilnostem osm českých křižáků popravit. Češi se také podíleli na vyplenění Adrianopole, kde německá armáda zimovala. V únoru 1190 vydrancovali neznámé byzantské přístavní město a když výprava překročila v březnu 1190 Helespont a přiblížila se k Filadelfii, Češi město napadli. Fridrich Barbarossa okamžitě vyslal svého syna Fridricha spolu s řezenským biskupem, aby Děpolta zastavili. Když se křižáci dali na ústup od Filadelfie dále na východ, z města vyrazilo pět set mladých řeckých jezdců, aby se pomstili za útok na Filadelfii. Když Řekové křižáky dohnali, narazili právě na Čechy; Niketas Choniates následný střet popisuje:
| „                   | Jakmile zjistili, že narazili do značné míry spíše na železné sochy a nezranitelné giganty než na smrtelníky, kteří je navíc přivítali hromovým smíchem nad jejich pošetilostí, obrátili se tito zmatení mladí lidé na místě a hledali v útěku spásu, přičemž mnohým z nich způsobili tito obři protáhlá zranění na citlivém místě zadku - na oněch polokoulích - svými zvláštními dlouhými biči. | “ |
| — Niketas Choniates | |   |

Čeští křižáci dále tvořili předvoj a když Turci v květnu 1190 u Filomelionu napadli Barbarossův předvoj, Děpoltovi rytíři byli schopni Turky porazit a 5000 jich pobít. Český oddíl se dále vyznamenal 13. května v bitvě s Turky u Axarate a o pět dní později při dobytí Iconia. Po císařově smrti, kdy se německá výprava prakticky rozpadla, část českých účastníků se obrátila na cestu domů, ale většina, již značně oslabeného oddílu v čele s Děpoltem pravděpodobně následovala Fridricha Švábského do Sýrie. Dne 7. října pak zbytek Barbarossových křižáků stanul pod Akkonem, kde posílili armádu krále Guye de Lusignan a Konráda z Montferratu. Během obléhání Akkonu se během bitvy na řece Belus naposledy vyznamenala česká družina.
| „ | Nebylo jich více než tři sta, když na svých koních, vyjíce přitom spíše jako ďáblové než dítka Boží, vpadli na onen most, kde předtím tolik dobrých křesťanů své životy nechati muselo. Mnoho jich padlo, sestřeleno z koní, jiní zahynuli skláceni šavlemi, ale oni neustali rubat Saracény, dokud je všechny nezdolali. | “ |
| — | |   |

Dne 21. listopadu 1190 zemřel i vůdce české výpravy kníže Děpolt a zbytek Čechů přešel do služeb Richarda Lví srdce. Další osud Čechů na křížové výpravě není znám. Je pravděpodobné, že většina jich na křížové výpravě zemřela, nicméně existují zprávy o veteránech, kteří se do Čech nakonec vrátili, ať už z Anatolie po smrti Fridricha Barbarossy, nebo i z Palestiny.